# Aloria
Aloria es un concejo del municipio de Amurrio, en la provincia de Álava, España.  

## Historia
Pertenecía al municipio de Arrastaria hasta que en 1976 fue absorbido por el municipio de Amurrio.
Así se describe a Aloria  en el tomo II del Diccionario geográfico-estadístico-histórico de España y sus posesiones de Ultramar, obra impulsada por Pascual Madoz a mediados del siglo XIX:

Lugar en la provincia de Álava (6 leguas a Vitoria), diócesis de Calahorra (23), partido judicial de Orduña (1/2), hermandad y ayuntamiento de Arrastaria (1 1/4). SITUADO a la falda oriental de la peña de Orduña. La iglesia parroquial, advocación de San Juan Bautista, la sirve un cura beneficiado. El TÉRMINO a corta distancia confina por Norte con Lezama, al Este Uzquiano, por Sur Artomaña, y a Oeste Orduña, interpuesto el rio Nervion. Tiene buenas fuentes y un molino harinero. El TERRENO es quebrado, con monte de poca arboleda, pero con 3,000 aranzadas de tierra de buena calidad para el cultivo de cereales y viñedo. Los CAMINOS son bastante buenos para los carros del país. PRODUCTOS: trigo, maíz, patatas, vino, legumbres, lino, hortaliza y frutas. Cría algún ganado: POBLACION 12 vecinos. 60 almas.
Diccionario geográfico-estadístico-histórico de España y sus posesiones de Ultramar

## Demografía
| Gráfica de evolución demográfica de Aloria entre 2000 y 2023 |
|                                                              |
| Población de derecho según los censos de población del INE.  |